# Epsilon
Épsilon (grško: starogrško έψιλον; velika črka: Ε, mala črka: ε) je peta črka grške abecede in ima numerično vrednost 5. Črka epsilon se je razvila iz feničanske črke he (). Črka je dobila ime epsilon (grško: starogrško Ε ψιλον = enostavni E) zato, ker se glas e piše tudi z digrafom ΑΙ. Iz grške črke Ε izvira latinična črka E, pa tudi cirilična črka Е (in poleg tega še Є in Э, ki se uporabljata le v nekaterih jezikih). Digraf EΙ se izgovarja kot i.

## Pomeni
Mali ε uporabljamo kot simbol za :
- v matematiki za majhno pozitivno količino (glej limita).
  - včasih je ε oznaka za numerično izsrednost elipse in drugih stožnic.
- v fiziki označujemo dielektričnost snovi
- ε0 je v fiziki oznaka za influenčno konstanto
- εr je v fiziki oznaka za influenčno dielektrično konstanto
- ε - limita - infinitezimalna vrednost - dovolj majhno število,
- ε - oznaka za relativni raztezek v elastomehaniki (glej tudi (natezni preizkus),
- ε - oznaka za izkoristek v fiziki,
- ε - oznaka za dielektrično konstanto v fiziki,
- ε - v astronomiji, 5.stopnja svetlosti zvezd v ozvezdju,
- Epsilon - glej Krasni novi svet - Satira Aldousa Huxleyja - Epsilon je najnižja in najmanj inteligentna kasta.